# مووی پس
مووی پَس (به انگلیسی: MoviePass) یک سرویس فروش بلیط فیلم مبتنی بر اشتراک آمریکایی است. مقر اصلی این شرکت که در سال ۲۰۱۱ تأسیس شد در شهر نیویورک قرار دارد. این سرویس به مشترکین اجازه می‌دهد تا با خرید خق اشتراک یک‌ماهه هر روز یک بلیط فیلم داشته باشند. این سرویس با بهره‌گیری از یک نرم‌افزار تلفن همراهکه در آن کاربران زمان ورود به سینما، فیلم و زمان نمایش آن را انتخاب کنند تا به آنها هزینه بلیط را نمایش و کاربران با استفاده از کارت‌های اعتباری پرداخت کنند.

## افتخارات
مووی پَس به عنوان یکی از "۲۵ اپلیکیشن مخل سال ۲۰۱۲" و بخشی از "بهترین از همه چیز در سال ۲۰۱۲" توسط بیزنس ایسایدر انتخاب شد.